# Поликетидсинтаза
Поликетидсинтазы (ПКС, англ. Polyketide synthase, КФ 6.4) — ферменты или мультиферментные комплексы, синтезирующие поликетиды (вторичные метаболиты, такие как антибиотики, токсины или статины). Поликетидсинтазы обнаружены у бактерий, грибов, животных и растений и имеют большое сходство с синтазами жирных кислот в организации и механизме биосинтеза. Как правило, гены синтазы определённого поликетида входят в один оперон (у бактерий) или в один кластер (у эукариот).

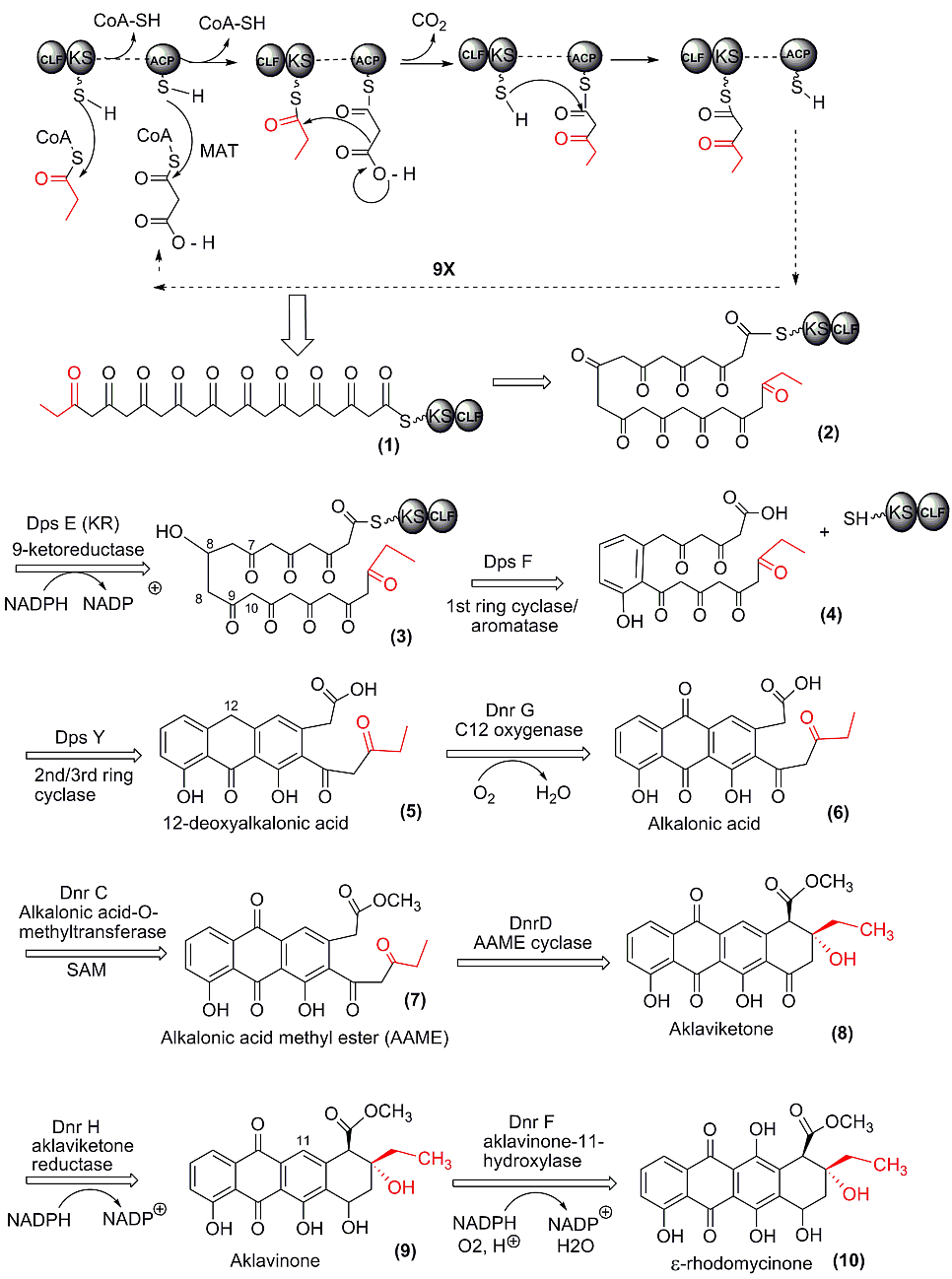
Биосинтез предшественника доксорубицина є-родомицинона. Реакции, катализируемые соответствующей поликетидсинтазой 2 типа показаны в верхней части рисунка

## Типы
Различают 3 типа поликетидсинтаз в зависимости от их четвертичной структуры и механизма катализа.
- Тип I — большие модулярные белки, состоящие из нескольких доменов, обладающих определённой ферментативной или другой функциональной активностью и связанных между собой короткими пептидными фрагментами, то есть домены как будто «нанизаны» на одну «нить», формируя «сборочную линию», на которой и осуществляется синтез определенного продукта.
- Тип II — комплексы нескольких монофункциональных белков.
- Тип III отличается от первых двух типов тем, что использует в качестве субстрата малонил-кофермент А, тогда как синтазы 1 и 2 типов используют малонил-С-пантетоинильный остаток, связанный с ацилпереносящим доменом (тип 1) или ацилпереносящим белком (тип 2).

## Модули и домены
Каждая поликетидсинтаза I типа состоит из нескольких «строительных блоков» — доменов. Отдельный домен может обладать определённой ферментативной активностью. Количество доменов определяет сложность синтезирующегося продукта.
Обнаружены следующие виды доменов (в скобках указано принятое обозначение):
- Ацилтрансфераза (AT)
- Ацилпереносящий белок (ACP)
- Кетосинтаза с сульфгидрильной группой -SH на цистеине боковой цепи (KS)
- Кеторедуктаза (KR)
- Дегидратаза (DH)
- Еноилредуктаза (ER)
- Тиоэстераза (TE)

В ПКС различают следующие модули:
- Стартовый, или загружающий (AT-ACP-)
- Элонгационный, или расширяющий (-KS-AT-[DH-ER-KR]-ACP-))
- Терминирующий, или высвобождающий (-TE)

Хотя порядок модулей всегда сохраняется и определяется механизмом синтеза, индивидуальные ПКС могут сильно отличаться по составу и порядку доменов.